# آترشو
آترشو (به انگلیسی: Ottershaw) یک روستا در بریتانیا است که در ساری (انگلستان) واقع شده‌است. آترشو ۲٫۰۸ کیلومتر مربع مساحت و ۲٬۸۵۳ نفر جمعیت دارد.